# Prionotalis
Prionotalis là một chi bướm đêm thuộc họ Crambidae.